# James Van Alen
James Henry "Jimmy" Van Alen, född 19 september 1902 i Newport, Rhode Island, död 3 juli 1991 i Newport, Rhode Island, var en amerikansk tennisspelare. Van Alen var, förutom en god tennisspelare, också en radikal regelförnyare inom tennis. 
Van Alen spelade förutom tennis också "court tennis" (i England kallat real tennis). Trots att court tennis skiljer sig väsentligt från tennis (egentligen lawn-tennis) höll han hög standard i båda sporterna.  Han vann tre amerikanska mästerskap i court tennis (1933, 1938 och 1940). Han deltog i flera Grand Slam-turneringar i tennis, dock utan att erövra någon titel.

## Grundaren av theInternational Tennis Hall of Fame
År 1954 grundade han the International Tennis Hall of Fame i sin hemstad Newport, i en äldre Casinobyggnad belägen invid gräsbaneanläggning för tennis, där man spelat turneringar sedan 1881. Fram till 1915 spelades "US national Championships" (numera US Open) där och från 1915 inbjudningsturneringar, sedermera för professionella tennisspelare, efter 1976 "Hall of Fame tournaments"). James Van Alen hade under lång tid ansvaret för inbjudningsturneringarna. 
James Van Alen invaldes 1965 i sin egen International Tennis Hall of Fame.

## VASSS
Singelfinalen i Newportturnering 1954  för vilken Van Alen hade det övergripande ansvaret, drog ut på tiden, den varade över fyra timmar, och spräckte tidsschemat för nästa match, som var dubbelfinalen. Van Alen försökte därför anpassa tennisreglerna så att man i någon mån kunde förutsäga hur länge varje match skulle pågå. Han införde sitt "VASSS" (Van Alen streamlined scoring system) som bland annat innebar enkel poängräkning, först upp till 21 eller 31 och servebyte som i bordtennis. Systemet praktiserades under en tid vid professionella turneringar.

## Introduktion av tiebreak
Störst betydelse har han dock fått som den som introducerade tiebreaket i tennis. Han har därmed blivit känd som "Mr. Tie breaker". Från början avsåg tiebreak bäst av 9 bollar och sudden death, men har senare modifierats till bäst av 12 bollar och krav på 2-bollars övervikt för vinst (i enlighet med ett förslag från Rod Laver). Tiebreak praktiserades första gången 1966 och infördes sedan successivt i tennisturneringar. Från 1970 användes det i alla amerikanska turneringar. De australiska spelarna Ken Rosewall och Malcolm Anderson spelade det första tiebreaket som avgjorde en tennismatch.